# 貪婪原黑麗魚
貪婪原黑麗魚，為輻鰭魚綱鱸形目隆頭魚亞目慈鯛科的其中一種，被IUCN列為易危保育類動物，分布於非洲馬拉威湖東南部流域，棲息深度2-10公尺，體長可達13.8公分，棲息在岩石底質的淺水域，生活習性不明。

## 擴展閱讀
維基物種上的相關：貪婪原黑麗魚